# Tchéquie au Concours Eurovision de la chanson 2020
La Tchéquie était l'un des quarante et un pays participants prévus du Concours Eurovision de la chanson 2020, qui aurait dû se dérouler à Rotterdam aux Pays-Bas. Le pays aurait été représenté par le chanteur Benny Cristo et sa chanson Kemama, sélectionnés via la sélection Eurovision Song CZ. L'édition est finalement annulée en raison de la pandémie de Covid-19.

## Sélection
Le diffuseur ČT confirme sa participation le 29 janvier 2019, confirmant par la même occasion l'utilisation d'une finale télévisée et l'ouverture de la période de candidature du 29 janvier au 30 juin 2019. Le 14 août, le diffuseur annonce avoir reçu 152 chansons. Finalement, le 6 novembre 2019, le diffuseur annonce annuler l'émission télévisée de la sélection et revenir au format en ligne des années 2018 et 2019.

### Format
La sélection rassemble sept candidats, dont les noms sont annoncés le 13 janvier 2020. Les chansons sont publiées le 20 janvier 2020 et le vote a lieu entre le 20 janvier et le 2 février.
Le vainqueur de la sélection est désigné par un vote combinant pour moitié celui d'un jury international et pour moitié celui du public tchèque. Le public international pourra également voter, en comptant comme un membre du jury international. Le gagnant est annoncé le 3 février 2020.

### Jury
Le jury de la sélection est constitué de dix anciens participants à l'Eurovision : 
- Stig Rästa (représentant de l'Estonie au Concours Eurovision de la chanson 2015) ;
- zalagasper (représentants de la Slovénie au Concours Eurovision de la chanson 2019) ;
- KEiiNO (représentants de la Norvège au Concours Eurovision de la chanson 2019) ;
- Kristian Kostov (représentant de la Bulgarie au Concours Eurovision de la chanson 2017) ;
- Isaiah Firebrace (représentant de l'Australie aux Concours Eurovision de la chanson 2017 ;
- Sebastian Rejman (représentant de la Finlande au Concours Eurovision de la chanson 2019) ;
- Miki Núñez (représentant de l'Espagne au Concours Eurovision de la chanson 2019) ;
- Kasia Moś (représentante de la Pologne au Concours Eurovision de la chanson 2017 ;
- Michela Pace (représentante de Malte au Concours Eurovision de la chanson 2019) ;
- Katerine Duska (représentante de la Grèce  au Concours Eurovision de la chanson 2019).

À ces jurés s'ajoutent le vote du public international.

### Résultats
| Artiste               | Chanson                                | Jury  | Jury   | Télévote | Total | Place |
| Artiste               | Chanson                                | Votes | Points | Télévote | Total | Place |
| --------------------- | -------------------------------------- | ----- | ------ | -------- | ----- | ----- |
| Barbora Mochowa       | White & Black Holes                    | 87    | 12     | 2        | 14    | 3     |
| Benny Cristo          | Kemama                                 | 78    | 10     | 12       | 22    | 1     |
| Elis Mraz feat. Čis T | Wanna Be Like                          | 75    | 8      | 10       | 18    | 2     |
| Karelll               | At Least We've Tried                   | 67    | 6      | 4        | 10    | 5     |
| Olga Lounová          | Dark Water                             | 55    | 3      | 6        | 9     | 6     |
| Pam Rabbit            | Get Up                                 | 67    | 6      | 3        | 9     | 7     |
| We All Poop           | All the Blood (Positive Song Actually) | 66    | 4      | 8        | 12    | 4     |

| Détail des votes des jurys internationaux | Détail des votes des jurys internationaux | Détail des votes des jurys internationaux | Détail des votes des jurys internationaux | Détail des votes des jurys internationaux | Détail des votes des jurys internationaux | Détail des votes des jurys internationaux | Détail des votes des jurys internationaux | Détail des votes des jurys internationaux | Détail des votes des jurys internationaux | Détail des votes des jurys internationaux | Détail des votes des jurys internationaux | Détail des votes des jurys internationaux | Détail des votes des jurys internationaux |
| Artiste                                   | Chanson                                   | EST                                       | SLO                                       | NOR                                       | BUL                                       | AUS                                       | FIN                                       | ESP                                       | POL                                       | MAL                                       | GRE                                       | INTL                                      | Total                                     |
| ----------------------------------------- | ----------------------------------------- | ----------------------------------------- | ----------------------------------------- | ----------------------------------------- | ----------------------------------------- | ----------------------------------------- | ----------------------------------------- | ----------------------------------------- | ----------------------------------------- | ----------------------------------------- | ----------------------------------------- | ----------------------------------------- | ----------------------------------------- |
| Barbora Mochowa                           | White & Black Holes                       | 10                                        | 10                                        | 3                                         | 12                                        | 8                                         | 3                                         | 3                                         | 10                                        | 12                                        | 12                                        | 4                                         | 87                                        |
| Benny Cristo                              | Kemama                                    | 12                                        | 6                                         | 8                                         | 6                                         | 12                                        | 6                                         | 8                                         | 4                                         | 2                                         | 6                                         | 8                                         | 78                                        |
| Elis Mraz feat. Čis T                     | Wanna Be Like                             | 8                                         | 2                                         | 12                                        | 8                                         | 10                                        | 4                                         | 10                                        | 3                                         | 4                                         | 4                                         | 10                                        | 75                                        |
| Karelll                                   | At Least We've Tried                      | 2                                         | 4                                         | 4                                         | 3                                         | 6                                         | 12                                        | 12                                        | 6                                         | 8                                         | 8                                         | 2                                         | 67                                        |
| Olga Lounová                              | Dark Water                                | 3                                         | 8                                         | 10                                        | 2                                         | 4                                         | 10                                        | 2                                         | 2                                         | 6                                         | 2                                         | 6                                         | 55                                        |
| Pam Rabbit                                | Get Up                                    | 4                                         | 12                                        | 2                                         | 10                                        | 3                                         | 8                                         | 4                                         | 8                                         | 3                                         | 10                                        | 3                                         | 67                                        |
| We All Poop                               | All the Blood (Positive Song Actually)    | 6                                         | 3                                         | 6                                         | 4                                         | 2                                         | 2                                         | 6                                         | 12                                        | 10                                        | 3                                         | 12                                        | 66                                        |

La sélection se conclut sur la victoire de Benny Cristo et de sa chanson Kemama qui représenteront donc la Tchéquie à l'Eurovision 2020.

## À l'Eurovision
La Tchéquie aurait participé à la deuxième demi-finale, le 14 mai puis, en cas de qualification, à la finale du 16 mai 2020.
Le 18 mars 2020, l'annulation du Concours en raison de la pandémie de Covid-19 est annoncée.